# Heterolocha jinyinhuaphaga
Heterolocha jinyinhuaphaga là một loài bướm đêm trong họ Geometridae.